# Max part en Amérique
Pour plus de détails, voir Fiche technique et Distribution.
Max Comes Across est un film américain réalisé par Max Linder, sorti en 1917.

## Fiche technique
- Titre français : Max en Amérique
- Réalisation : Max Linder
- Scénario : Max Linder
- Photographie : Arthur Reeves
- Pays d'origine : États-Unis
- Format : Noir et blanc - 1,33:1 - Film muet
- Genre : comédie
- Date de sortie : 1917

## Distribution
- Max Linder : Max
- Martha Mansfield
- Ernest Maupain : Maupain